# Nini Boesman

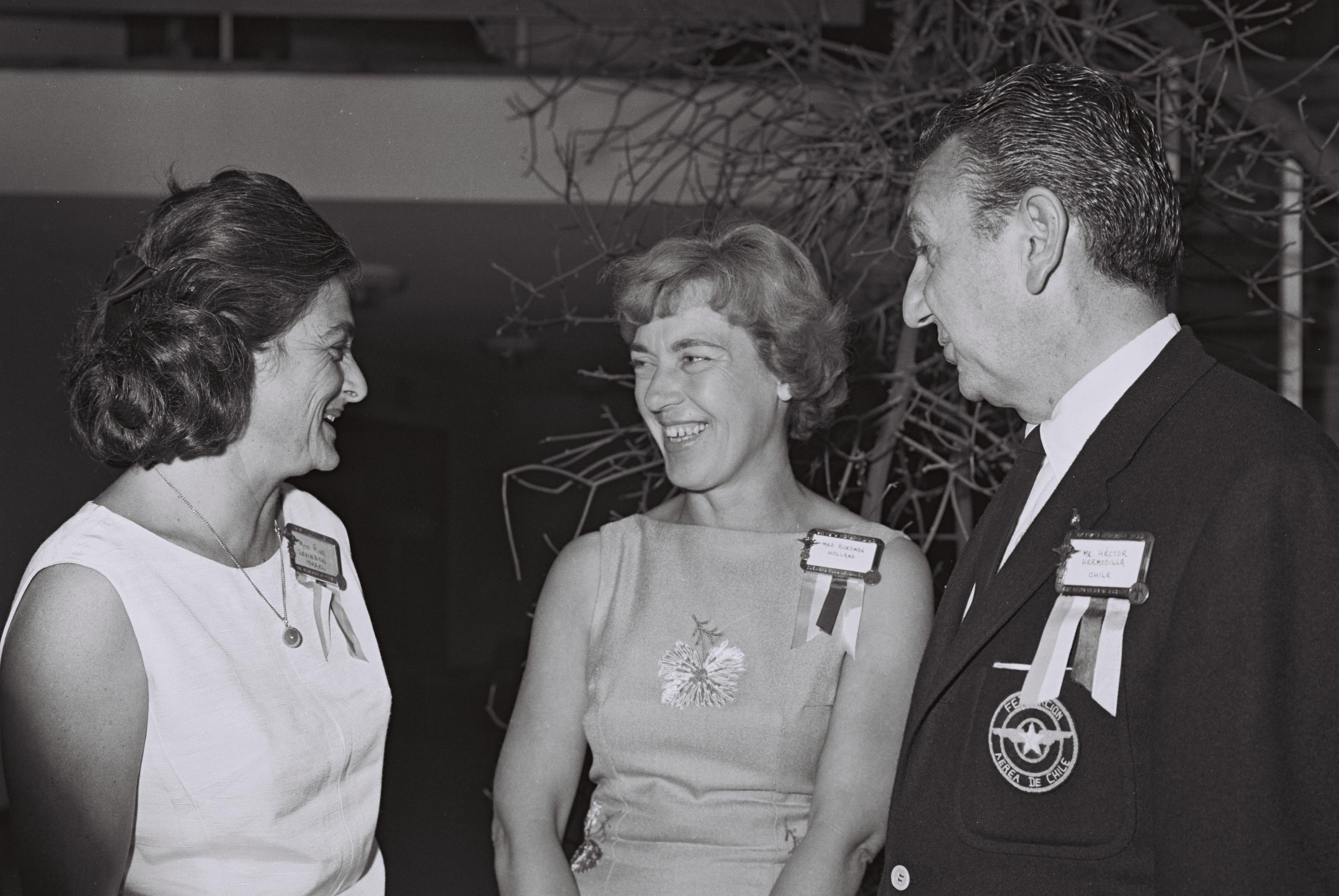
Nini Boesman (m) en de Chileense Hector Harmosilla met afgevaardigde van Israël, Rina Levinson, op de 57e FAI-conferentie in Rehovot (1964).

Clasina Cateau Elizabeth (Nini) Boesman-Visscher (Dedemsvaart, 11 mei 1918  - Den Haag, 2 juni 2009) was de eerste Nederlandse ballonvaarster. Vanwege haar vijftigjarige loopbaan als ballonvaarster werd zij in 1999 door de Koninklijke Nederlandse Vereniging voor Luchtvaart (KNVvL) geëerd met het gouden ere-insigne vanwege haar pioniersrol in de wereld van de ballonvaart; de hoogste onderscheiding van de vereniging.

## Loopbaan
Boesman groeide op in een gezin met vijf broers. Het gezin verhuisde in haar vroege tienerjaren naar Den Haag. Haar carrière als ballonvaarster begon zij op 18-jarige leeftijd, toen zij, toen nog Nini Visscher, notaris-in-opleiding en oprichter van de Haagse Ballonclub (HBC) Jo Boesman ontmoette. Een tien minuten durende tocht met een ballon vanaf Kijkduin werd bepalend voor de rest van haar leven. Zo'n tien jaar later, op 18 mei 1946, trouwden Nini Visscher en Jo Boesman in Den Haag. De huwelijksreis, die drie kwartier duurde, werd afgelegd in een waterstofballon. In 1948 behaalde Nini Boesman het brevet van balloncommandante.
Samen met haar echtgenoot maakte zij meer dan 800 ballonvaarten, o.a. negen keer over de Alpen, boven Pakistan, in Afrika, Haïti, over de Noordpool. Zij gebruikte hierbij zowel een gasballon als een heteluchtballon. Samen met haar man nam zij in 1983 deel aan de Gordon Bennettrace, die alleen voor gasballonnen is bestemd. Zij werd voorzitter van de luchtvaarthistorische vereniging van de Koninklijke Nederlandse vereniging voor luchtvaart, een functie die zij dertig jaar vervulde. Pas op 90-jarige leeftijd droeg zij het voorzitterschap over. Door haar grote ervaring, de spectaculaire vaarten die ze gemaakt heeft en haar kennis van de techniek en de geschiedenis van de ballonvaart, werd zij veelvuldig voor lezingen gevraagd. Niet al haar ballonvaarten verliepen goed, want bij een vaart samen met de schrijver Godfried Bomans op Koninginnedag 1951 over de Noordzee, belandden zij voor de kust van Zandvoort in het water. Ook belandde zij in een windhoos boven de Veluwe, landde op een vuilnisbelt in Athene, en kwam bijna in het destijds streng verboden Angola terecht.
Internationale erkenning kreeg zij samen met haar man door de deelname aan internationale races en door de opleidingen tot piloten. Nationale bekendheid verwierven zij door de meer dan veertig Internationale Holland Ballon Races die zij organiseerden. Nini (en Jo postuum) werd in 1991 ereburger van de stad Mitchell, waar ook de portretten van haar en Jo in de Hall of Fame van het Balloon & Airship Museum hangen.
Jo Boesman overleed in 1976, waarna zij al zijn bestuursfuncties overnam, zoals die bij de HBC, de Luchtvaart Historische Vereniging, de Koninklijke Nederlandse Vereniging voor Luchtvaart, de Fédération Aéronautique Internationale en het Nederlands Luchtvaartmuseum, en zijn taken bij de examencommissie voor balloncommandanten. Een van haar laatste avonturen was op haar negentigste haar eerste tocht in een Zeppelin. Zij was erelid van de KNVvL.
Zij overleed op 91-jarige leeftijd te Den Haag, waar zij op begraafplaats Oud Eik en Duinen werd begraven.

## Prijzen
Zij won veel prijzen, waaronder drie keer de Coup Andries Blitz en twee maal de Trophée du Ballon Libre.

## Citaat
Haar bekendste citaat is: Als je eenmaal los bent van de aarde, ga je volkomen met de wind mee, je bent een wolk geworden.